# Strandsjön (Resele socken, Ångermanland)
Strandsjön är en sjö i Sollefteå kommun i Ångermanland och ingår i Ångermanälvens huvudavrinningsområde. Sjön har en area på 0,137 kvadratkilometer och ligger 204,6 meter över havet.

## Delavrinningsområde
Strandsjön ingår i det delavrinningsområde (702979-156336) som SMHI kallar för Ovan None. Medelhöjden är 247 meter över havet och ytan är 2,12 kvadratkilometer. Det finns inga avrinningsområden uppströms utan avrinningsområdet är högsta punkten. Vattendraget som avvattnar avrinningsområdet har biflödesordning 3, vilket innebär att vattnet flödar genom totalt 3 vattendrag innan det når havet efter 65 kilometer. Avrinningsområdet består mestadels av skog (80 procent). Avrinningsområdet har 0,13 kvadratkilometer vattenytor vilket ger det en sjöprocent på 6 procent.